# (539) Pamina
(539) Pamina est un astéroïde de la ceinture principale.

## Description
(539) Pamina est un astéroïde de la ceinture principale découvert le 2 août 1904 par l'astronome allemand Max Wolf à l'Observatoire du Königstuhl près de Heidelberg. Sa désignation provisoire était 1904 OL.
Il a été baptisé ainsi en référence à Pamina, la fille de la Reine de la nuit dans l'opéra La Flûte enchantée de Mozart (1756-1791),.